# Curtis Bill Pepper
Curtis Bill Pepper (Huntington (Virginia Occidentale), 30 agosto 1917 – Todi, 4 aprile 2014) è stato un giornalista e scrittore statunitense.
Ha pubblicato sette libri. Ha diretto l’ufficio di corrispondenza per il Mediterraneo del Newsweek con sede a Roma dalla metà degli anni 50 alla metà degli anni 60. Ha lavorato anche per Edward R. Murrow come corrispondente a Roma per la CBS News e come vaticanista per la United Press International. La sua ultima opera, Leonardo, è un romanzo biografico su Leonardo da Vinci la cui ispirazione risale ai primi anni dopo i suoi studi sul Rinascimento italiano presso l'Università di Firenze.

## Biografia

### Giovinezza e istruzione
Pepper, all’anagrafe Curtis G. Pepper, nacque il 30 agosto 1917 a Huntington, nel West Virginia. Dopo l’adolescenza a Tulsa, in Oklahoma, e Champaign, nell’Illinois, ha frequentato l'Università dell'Illinois, laureandosi in arte e architettura e scrivendo nel frattempo sul giornale studentesco, The Daily Illini.
Nell’estate del secondo anno accademico scrisse per la redazione cittadina del New York Post, realizzando in seguito reportage per la prima pagina del New York World-Telegram mentre in vacanza attraversava l'Europa in bicicletta. Al suo ritorno, per la redazione culturale dello stesso giornale intervistò celebrità del mondo del teatro e del cinema, finché non andò a dirigere il Palm Springs News in California.

### Servizio militare
Durante la seconda guerra mondiale, si unì al MIS-X, reparto specializzato d'intelligence che organizzava manovre diversive e si occupava dei militari sfuggiti agli scontri o evasi dalle prigioni nemiche, di cui curò il manuale per l’esercito americano tenendo conferenze in proposito nelle basi militari e aeree in tutti gli Stati Uniti. Assegnato al fronte italiano, si unì alla A-Force, unità di campo del MIS-X assegnata alla quinta armata - creando segretamente "vie di fuga" " dietro le linee tedesche per riportare a casa i piloti abbattuti e i prigionieri di guerra fuggiti. In seguito, fu assegnato all'MI-9, unità che organizzava fughe ed evasioni per nell'8ª Armata britannica, dove fu citato due volte nei dispacci. Per i servizi resi in guerra fu decorato dall'esercito degli Stati Uniti con la medaglia Bronze Star.
Dopo la guerra, rimase in Italia a dirigere un'unità che indagava su 143 presunti crimini di guerra contro il personale dell'esercito e dell'Air Corps degli Stati Uniti. Si ritirò con il grado di maggiore.

### Carriera di scrittore

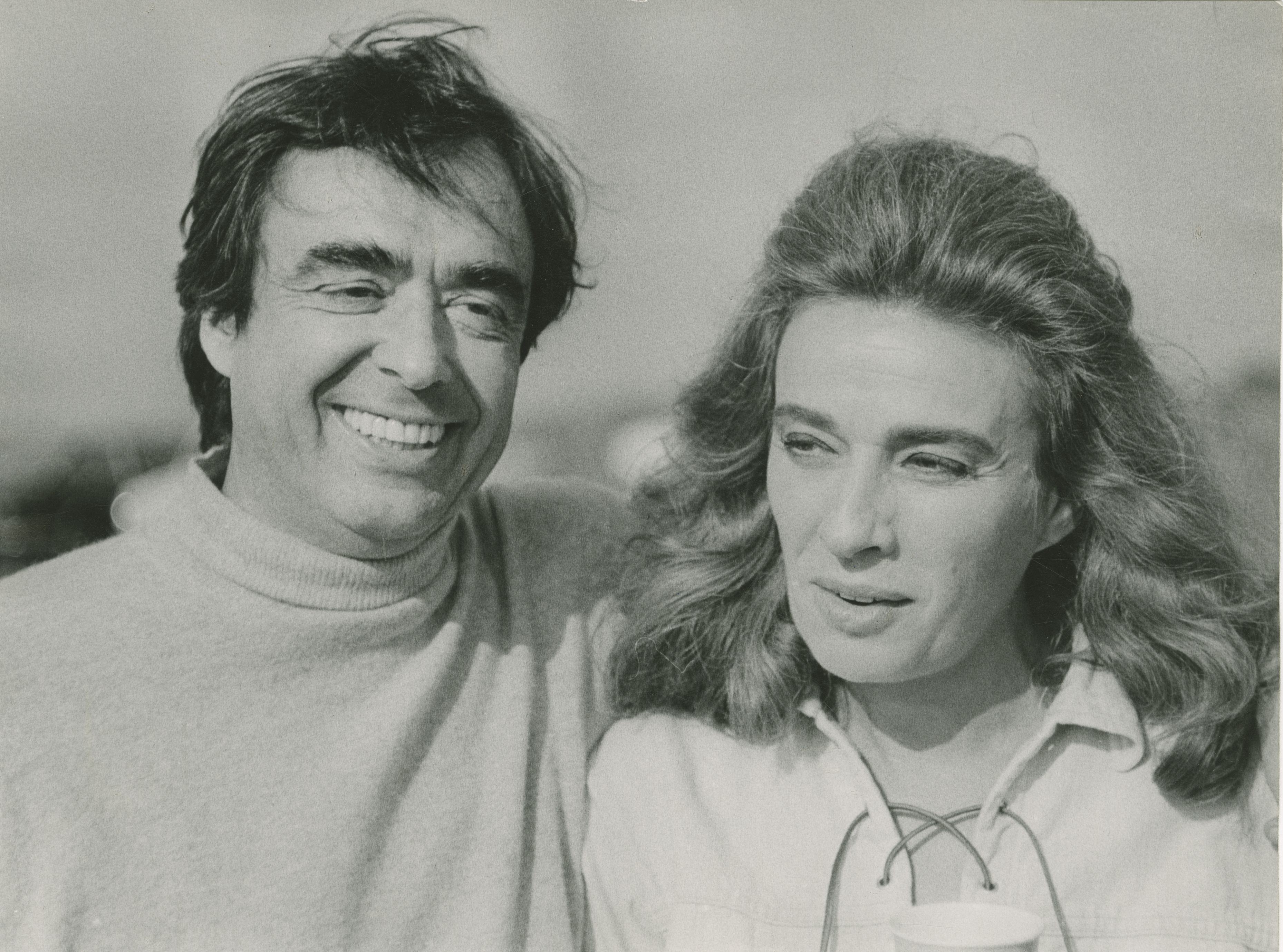
Bill Pepper con la moglie Beverly Pepper a Roma nel 1969

Pepper tornò in Italia per studiare il Rinascimento italiano all'Università di Firenze e scrivere un primo romanzo rimasto inedito. Allo stesso tempo, da free-lance scrisse articoli su riviste e qualche sceneggiatura per il cinema.
Nel 1951, entrò nell’ufficio corrispondenza a Roma della United Press e tre anni dopo si trasferì alla CBS con un incarico speciale per Edward R. Murrow. Nel 1956, come capo sezione per Newsweek, scrisse articoli da copertina su leader politici, star del cinema e registi italiani; seguì la morte e l'elezione di tre papi; raccontò la teologia del Concilio Vaticano II e fece ritratti di re, presidenti e dittatori in Giordania, Grecia, Israele, Egitto, Tunisia, Spagna e Jugoslavia.
Nel 1966 lasciò il Newsweek per concentrarsi sulla scrittura di libri.
Il suo primo libro, The Pope's Backyard, fu pubblicato da Farrar, Straus and Giroux nel 1966. Dopo aver lasciato il Newsweek, uscì il suo secondo libro, An Artist and the Pope (Grosset & Dunlap, 1968), sull'amicizia tra Papa Giovanni XXIII e lo scultore marxista, Giacomo Manzù. Dopo aver scolpito nuove porte per la Basilica di San Pietro, Manzù realizzò un ritratto in bronzo di Papa Giovanni e, infine, anche la maschera mortuaria del caro amico, con un calco delle mani su cui era scritto Pacem in Terris. Libro del mese per il Catholic Book Club, ebbe una doppia copertina su Life, e fu pubblicato in sette edizioni straniere.
Il terzo libro fu Christiaan Barnard: One Life (Macmillan, 1969), autobiografia sceneggiata del chirurgo sudafricano, che realizzò il primo trapianto di cuore da uomo a uomo, segnalato dalla Literary Guild e dal Reader's Digest Book Club, ebbe dieci edizioni straniere. Il romanzo Marco (Rawson Associates, 1977) che per le tematiche anticipò i casi di Karen Ann Quinlan e Terri Schiavo, fu segnalato dal Book of the Month Club. Il quinto lavoro, Kidnapped! (Harmony Books, 1978) si concentra sull'industria dei rapimenti in Italia raccontando i diciassette giorni di terrore vissuti da Paolo Lazzaroni, figlio milionario del "Re dei biscotti" italiano.
Un sesto libro, We The Victors (Doubleday, 1984), frutto di uno studio di quattro anni, racconta le storie di 100 persone sopravvissute al cancro, i fattori critici di sopravvivenza nel dopo malattia e il modo in cui essi condizionavano le loro vite. Pubblicato negli Stati Uniti e all'estero, il libro uscì in anteprima sulle pagine del New York Times Sunday Magazine.
Il romanzo biografico, Leonardo (Alan C. Hood & Co., 2012), esplora la vita e l'opera di Leonardo da Vinci, la formazione della sua mente universale e lo sviluppo della sua arte con cui uscì da un'infanzia traumatica, essendo figlio illegittimo di una schiava circassa, ripudiato dal padre ma nutrito dall'amore di Albi, la giovane matrigna che appare nei suoi ritratti come raffigurazione della Vergine Maria, culminando in una Monna Lisa incinta.

### Vita privata
Nel 1948 Pepper sposò la scultrice Beverly Pepper, con cui visse fino alla morte. La coppia ha avuto due figli: la poetessa vincitrice del premio Pulitzer Jorie Graham e il fotografo, regista e attore John Randolph Pepper.
Ha vissuto tra l’Italia (Umbria) e gli Stati Uniti (New York City). È morto il 4 aprile 2014.

## Opere
- Il cortile del Papa | Farrar Straus & Giroux, 1966. LCCN 66–14151.
- Un artista e il Papa | Grosset & Dunlap, 1968. LCCN 68–29308.
- Christiaan Barnard: One Life | George, G. Harrap, 1970. OCLC 911837077
- Marco | Rawson Associates, 1977. ISBN 0-89256-027-4
- Kidnapped!: 17 Days of Terror | Harmony Books, 1978. ISBN 978-0-517534-38-0.
- L'enfant de la nuit | P. Belfond, 1978. ISBN 978-2714411-84-6.
- Noi vincitori | Doubleday, 1984. ISBN 0-385-19122-7
- Leonardo | Alan C. Hood, 2012. ISBN 978-0-911469-36-3
- Happiness. Fragments of Happiness in the Lives of the Famous and Others Among Us | Gli Ori, 2014 ISBN 8873365442.